# Брязу
Брязу (рум. Breazu) — село у повіті Ясси в Румунії. Входить до складу комуни Редіу.
Село розташоване на відстані 328 км на північ від Бухареста, 8 км на північний захід від Ясс.

## Населення
За даними перепису населення 2002 року у селі проживали 815 осіб, усі — румуни. Усі жителі села рідною мовою назвали румунську.